# باتي موراي
باتريسيا لين موراي (بالإنجليزية: Patricia Lynn Murray)‏ هي سياسية أمريكية من الحزب الديمقراطي ولدت في يوم 11 أكتوبر 1950 في بلدة بوثيل في ولاية واشنطن. أكملت دراسة الفنون في جامعة ولاية واشنطن. وهي عضوة مجلس شيوخ كممثلة عن ولاية واشنطن منذ سنة 1993.